# Julius Fischer (Geistlicher)
Julius Fischer (* 20. Juli 1867 in Zehdenick; † 2. März 1923 in Berlin) war der Gründer des Apostelamtes Juda.

## Leben

### Aktivität in der neuapostolischen Kirche
Fischer war von Beruf Binnenschiffer. Lohnfahrten mit seinem Kahn führten ihn nach vielen Städten wie Berlin, Breslau, Stettin und Hamburg, wo er 1896 Mitglied der neuapostolischen Gemeinde wurde. Erste Missionserfolge hatte er unter Berufskollegen in seinem Heimatort, die sich mit ihm zu einer neuapostolischen Gemeinde zusammenschlossen.
Um ihr dauerhaft zur Verfügung zu stehen, verkaufte er seinen Lastkahn und eröffnete in Zehdenick ein Kolonialwarengeschäft mit Kohlenhandel, Fuhrbetrieb und einer Restauration. In Zehdenick wurde eine kleine Kapelle erbaut, und in der Umgebung entstanden durch seine Initiative weitere neuapostolische Gemeinden in Liebenthal, Hammer, Liebenwalde, Fürstenberg, Himmelpfort und Ravensbrück. Für alle diese Gemeinden wurde Fischer zum Bezirksältesten ernannt.

### Gründung des Apostelamtes Juda
1901 kam es zu ernsten Meinungsverschiedenheiten zwischen Fischer und der Berliner Leitung der Neuapostolischen. Während diese auf die Wiederkunft des Gottessohnes an einem bestimmten geschichtlichen Tag wartete, glaubte Fischer, Christus sei schon „im Fleisch“ der neu berufenen Apostel wiedergekommen.
Nach Auseinandersetzungen mit dem Stammapostel Friedrich Krebs wurde Fischer im Frühjahr 1902 aus der Apostolischen Gemeinde ausgeschlossen. Eine ansehnliche Anzahl der Fischer anvertrauten Gemeindemitglieder blieb ihm treu. Die Ausgeschlossenen feierten ihre Gottesdienste in der althergebrachten Form weiter.
Am Freitag, den 2. Mai 1902 feierte Fischer mit seinen Anhängern in Zehdenick Gottesdienst. Nach seiner Predigt rief ein Mann namens Schröder: „Und du bist der junge Löwe aus Juda, der die sieben Siegel brechen wird (Offb. 5, 5)“. Mehrere Gemeindemitglieder erklärten, gesehen zu haben, dass Christus als Lichtgestalt segnend seine Hand auf Fischers Haupt gelegt habe. In Anlehnung an diese Weissagung gab sich die Gemeinschaft den Namen Apostelamt Juda.

### Weitere Tätigkeit

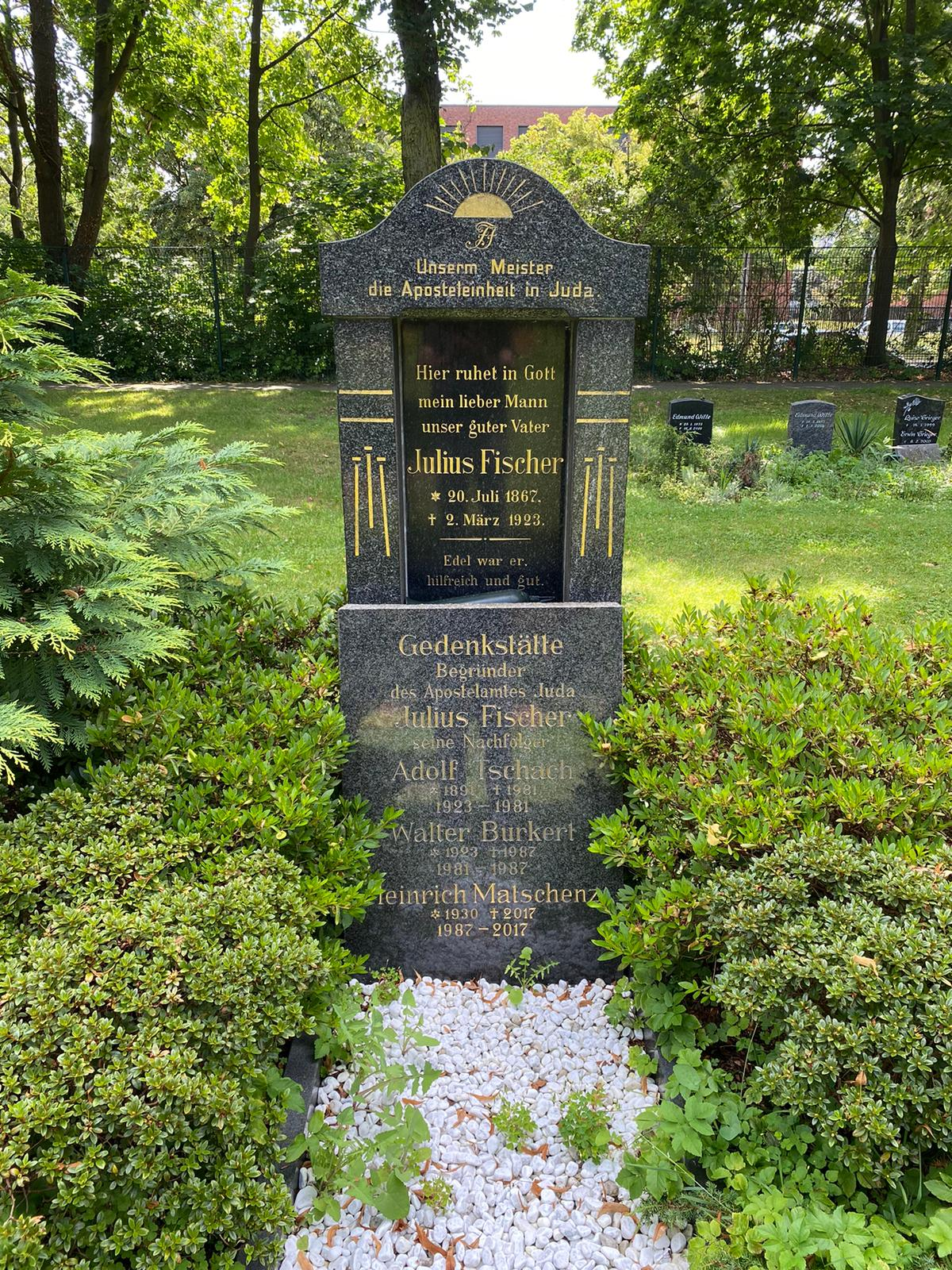
Grabstätte auf dem St. Paul-Friedhof I

Fischer übersiedelte nun nach Gransee westlich Zehdenick, wo er eine Ziegelei erwarb, in der viele Gemeindemitglieder arbeiteten. Der Betrieb ging ein, doch anknüpfend an seine Tätigkeit als Schiffer konnte Fischer in Schlesien einen beträchtlichen Kreis Freunde werben. Bis 1914 konnte er das Apostelamt Juda in sechs Stämme gliedern. An die Spitze eines jeden Stammes stellte er einen Stammapostel. Das Ende des Krieges brachte der Gemeinschaft eine neue Blütezeit. Fischer editierte sein Buch Wahrheitskunde und die Monatszeitschrift Wahrheitskunde, die Revolution auf seelischem Gebiet. Die Zahl der Stammapostel stieg auf die biblische Zahl von zwölf.
Obwohl Fischer seit 1920 auf jährlich einberufenen Apostelversammlungen seine Gemeinschaft einheitlich zu prägen versuchte, kam es bald zu Spaltungen. Mehrere dieser Apostel, die zahlenmäßig beachtlichen Stämmen vorstanden, anerkannten Fischer als Apostel in Juda nicht als übergeordneten, sondern nur als gleichberechtigten Apostel. 1921 trennte sich Gustav Rhode mit seinen Anhängern unter dem Namen Apostelamt Johannes von Fischer. 1922 folgte Bruno Zielonkowski in Liegnitz mit dem Apostelamt Jesu Christi, das nicht mit der noch heute bestehenden Religionsgemeinschaft gleichen Namens identisch war.
Im selben Jahr erhob Fischer den Schiffer Adolf Tschach (1891–1981), der sich erst 1918 der Gemeinschaft angeschlossen hatte, zum Apostelbischof und designierte ihn später zu seinem Nachfolger, doch ein Teil der Amtsträger stimmte mit der Ernennung nicht überein. Nach Fischers Tod am 2. März 1923 trennten sich mehrere Apostel und Amtsträger von dem erst 31-jährigen Tschach. Weitaus die bedeutendste Gruppe bildete sich um den Apostel Simeon (Hermann Krüger), die seit 1947 den Namen Apostelamt Jesu Christi führt.
Seine letzte Ruhestätte fand Julius Fischer auf dem St. Paul-Friedhof I an der Seestraße.